# یوهان کریستیان پلیکارپ ارکسلبن
یوهان کریستیان پلیکارپ ارکسلبن (انگلیسی: Johann Christian Polycarp Erxleben؛ ۲۲ ژوئن ۱۷۴۴ – ۱۹ اوت ۱۷۷۷) یک حشره‌شناس و دامپزشک اهل آلمان بود.